# Göfis
Göfis is een gemeente in de Oostenrijkse deelstaat Vorarlberg, gelegen in het district Feldkirch (FK). De gemeente heeft ongeveer 3000 inwoners.

## Geografie
Göfis heeft een oppervlakte van 9,05 km². Het ligt in het westen van het land.

## Geboren
- Carl Lampert (1894-1944), priester en martelaar

Altach · Düns · Dünserberg · Feldkirch · Frastanz · Fraxern · Göfis · Götzis · Klaus · Koblach · Laterns · Mäder · Meiningen · Rankweil · Röns · Röthis · Satteins · Schlins · Schnifis · Sulz · Übersaxen · Viktorsberg · Weiler · Zwischenwasser
- Gemeinsame Normdatei: 4336880-3
- Virtual International Authority File: 238098691